# سنجاب‌ماهی آرواره‌دراز
سنجاب‌ماهی آرواره‌دراز (نام علمی: Neoniphon marianus) نام یک گونه از تیره سنجاب‌ماهیان است.